# Hostěrádky-Rešov
Hostěrádky-Rešov (in tedesco Hostieradek-Reschow) è un comune della Repubblica Ceca facente parte del distretto di Vyškov, in Moravia Meridionale.